# Autogàmia

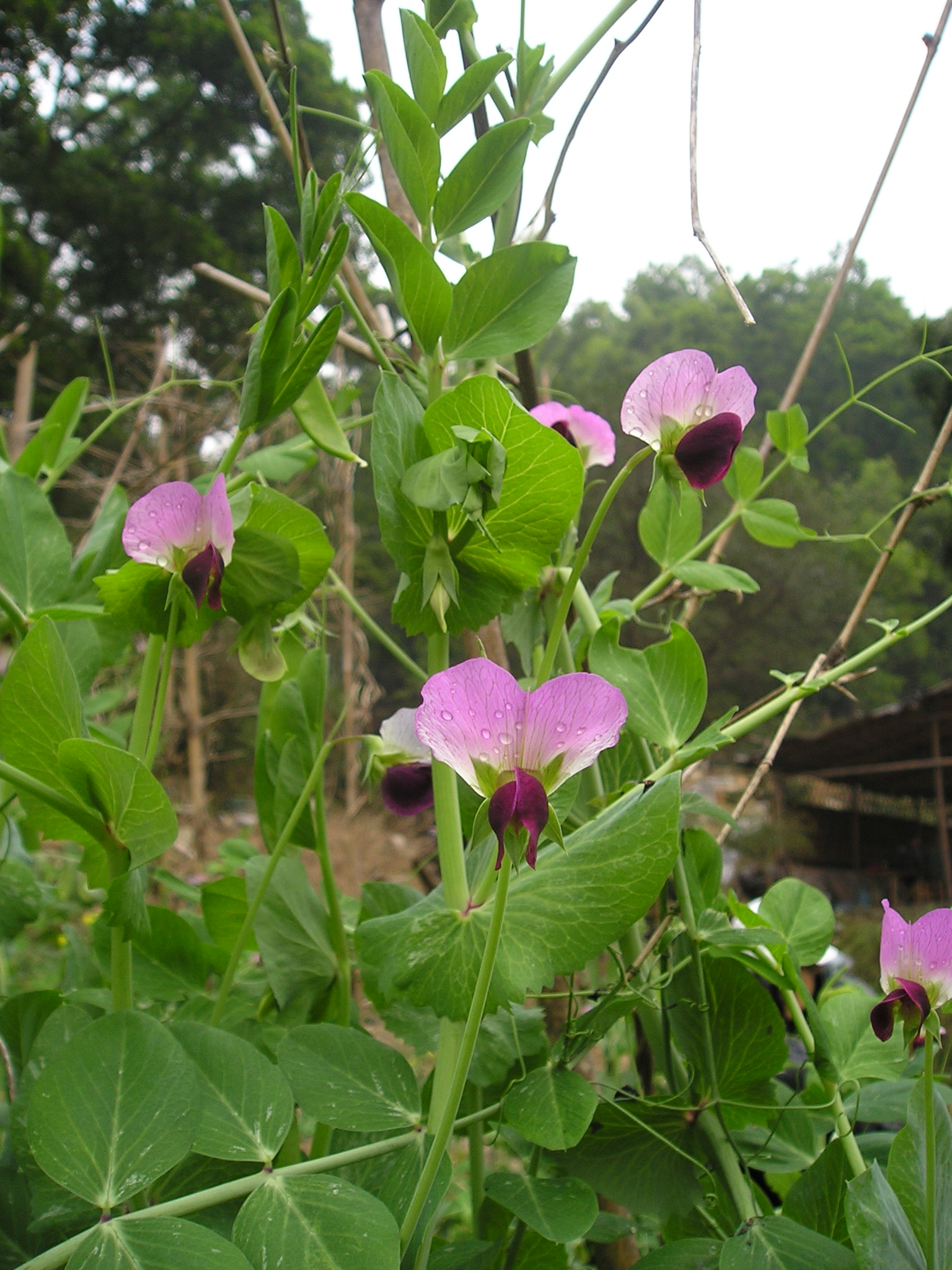
Les flors de les pesoleres originen les llavors per autogàmia

L'autogàmia és un tipus de fecundació (autofertilització) que ocorre en organismes hermafrodites on els gàmetes femenins són fecundats per gàmetes masculins provinents del mateix individu.
També s'anomena autogàmia la unió de dos nuclis pròxims, procedents de la divisió d'un de primitiu, a l'interior de la cèl·lula. Aquest tipus d'autogàmia es dona en algunes algues i fongs, encara que també alguns protozous presenten aquest fenomen, com per exemple els membres del fílum dels ciliats.
La repetició de l'autogàmia porta cap a l'homozigosi.
L'autogamia del primer tipus és freqüent en les plantes però és rara en els animals, per exemple passa en alguns gastròpodes i nematodes.
En les plantes amb flors els gàmetes masculins (del pol·len) que fecunden els gàmetes femenins (pistil) poden tenir el seu origen en la mateixa flor, situació que s'anomena autogàmia estricta, o bé de pol·len d'una altra flor però de la mateixa planta, situació coneguda com a gitonogàmia o geitonogàmia.
En alguns casos (cleistogàmia) la flor s'autofecunda donat que roman tancada i l'autogàmia és obligada. Això s'esdevé en molts cereals com per exemple el blat i també en altres plantes cultivades com la mongetera i la pesolera.
L'autogàmia és rarament, en les angiospermes mai ho és, l'únic mecanisme de propagació. Totes les espècies caracteritzades com a obligatòriament autògames tenen una part de la seva reproducció no autògama.
Aquest tipus de reproducció és afavorida per l'agricultura encara que sigui menys rica en diversitat genètica que el terme oposat a l'autogàmia: l'al·logàmia.